# Brent Sexton
Brent Sexton (nacido el 12 de agosto de 1967) es un actor estadounidense mejor conocido por sus papeles en las series de televisión Bosch, The Killing, Life y Deadwood. Ha sido estrella invitada en varias otras series de televisión, como The Expanse, Justified, That's Life, Birds of Prey, Law & Order: Special Victims Unit y Judging Amy. También ha aparecido en varias películas, como In the Valley of Elah, Flightplan, Me llaman Radio y A. I. inteligencia artificial .
En 2006, Sexton, junto con el elenco de Deadwood, fue nominado a un Premio del Sindicato de Actores.

## Primeros años
Sexton nació en San Luis, Misuri. Estudió en la Universidad Estatal de Missouri y la Universidad Elon.

## Carrera
Sexton realizó una gira internacional con una compañía de teatro como el oficial Krupke y el detective Schrank en West Side Story.

## Filmografía

### Televisión
| Año  | Título                        | Papel                 | Notas        |
| ---- | ----------------------------- | --------------------- | ------------ |
| 1994 | El especialista               | Manny                 |              |
| 2001 | Menudo bocazas                | Policía de Nueva York |              |
| 2001 | Zoe                           | Lonnie                |              |
| 2001 | A. I. inteligencia artificial | Russell               |              |
| 2001 | The Glass House               | Mechanic              |              |
| 2001 | Vanilla Sky                   | Guardia de seguridad  |              |
| 2002 | It's All About You            | Guardia de seguridad  |              |
| 2002 | Nunca más                     | Agente del FBI        |              |
| 2003 | Nines                         | Bud                   | Cortometraje |
| 2003 | Me llaman Radio               | Honeycutt             |              |
| 2003 | The Man Who Invented the Moon | Tommy                 | Cortometraje |
| 2004 | Fish Burglars                 | Guardia del Acuario   | Cortometraje |
| 2004 | Criminal                      | Ron                   |              |
| 2005 | Wheelmen                      | Matón #1              |              |
| 2005 | Flightplan                    | Elias                 |              |
| 2005 | Full Disclosure               | Everett               | Cortometraje |
| 2007 | In the Valley of Elah         | Lt. Burke             |              |
| 2008 | W.                            | Joe O'Neill           |              |
| 2008 | Pants on Fire                 | Phil                  |              |
| 2009 | Within                        | Steven Lowe           |              |
| 2009 | Hostage: A Love Story         | Terapeuta             | Cortometraje |
| 2016 | The Belko Experiment          | Vince Agostino        |              |
| 2020 | Irresistible                  | Mayor Braun           |              |
| 2022 | Gigi &amp; Nate               | Sgt. Ellis            |              |
| 2023 | Miranda's Victim              | Sergeant Nealis       |              |

| Año  | Título                            | Papel                        | Notas           |
| ---- | --------------------------------- | ---------------------------- | --------------- |
| 1989 | B.L. Stryker                      | David / Maxie                | 2 episodios     |
| 1999 | Angel                             | Policía                      | 1 episodio      |
| 1999 | Profiler                          | Conductor de coche           | 1 episodio      |
| 1999 | Chicken Soup for the Soul         | Will Bailey                  | 1 episodio      |
| 1999 | It's Like, You Know...            | Waiter                       | 2 episodios     |
| 1999 | Judging Amy                       | Oscar Ray Pant, Jr.          | 5 episodios     |
| 2000 | Walker, Texas Ranger              | Breen                        | 1 episodio      |
| 2000 | Chicago Hope                      | Mary's Orderly               | 1 episodio      |
| 2000 | 3rd Rock from the Sun             | Duke                         | 1 episodio      |
| 2000 | The X-Files                       | Gravedigger / Steven Melnick | 2 episodios     |
| 2001 | V.I.P.                            | Koster                       | 1 episodio      |
| 2001 | Jack &amp; Jill                   | Heffer                       | 1 episodio      |
| 2001 | Special Unit 2                    | Edwards                      | 1 episodio      |
| 2001 | Boston Public                     | Calvin Scott                 | 1 episodio      |
| 2001 | CSI: Crime Scene Investigation    | Mark Doyle                   | 1 episodio      |
| 2001 | Becker                            | Christopher Hayes            | 1 episodio      |
| 2001 | NYPD Blue                         | Roy Wessner                  | 1 episodio      |
| 2001 | That's Life                       | Jimmy Stovic                 | 4 episodios     |
| 2001 | Will & Grace                      | Guardia / Guardia de prisión | 2 episodios     |
| 2002 | 7th Heaven                        | Guardia de seguridad         | 1 episodio      |
| 2002 | The Guardian                      | Tom Burke                    | 1 episodio      |
| 2002 | Birds of Prey                     | Detective McNally            | 5 episodios     |
| 2003 | My Wife and Kids                  | Chico de cuello azul         | 1 episodio      |
| 2003 | 24                                | Frank Davies                 | 2 episodios     |
| 2003 | The District                      | Ray Innis                    | 1 episodio      |
| 2003 | Senor White                       |                              | Television film |
| 2003 | Saving Jessica Lynch              | Greg Lynch Sr.               | Television film |
| 2004 | JAG                               | Lance Corp. Buddy Petrosian  | 1 episodio      |
| 2004 | The Shield                        | Paul Fets                    | 1 episodio      |
| 2004 | Six Feet Under                    | Lou Thornton                 | 1 episodio      |
| 2004 | Plainsong                         | Bud Sealy                    | Television film |
| 2005 | Cold Case                         | Ken Bream en 1998            | 1 episodio      |
| 2005 | Grey's Anatomy                    | Jerry Frost                  | 1 episodio      |
| 2005 | Surface                           | Bud                          | 3 episodios     |
| 2005 | Deadwood                          | Harry Manning                | 14 episodios    |
| 2006 | Smith                             | Mark Langley                 | 1 episodio      |
| 2006 | Standoff                          | Avery Steele                 | 1 episodio      |
| 2007 | Sin rastro                        | Sargento Paul Brown          | 1 episodio      |
| 2007 | Weeds                             | Cliff Haskel                 | 1 episodio      |
| 2007 | Life                              | Oficial Robert Stark         | 25 episodios    |
| 2009 | Psych                             | Sheriff del condado Becker   | 1 episodio      |
| 2009 | El mentalista                     | Doc Sinclair                 | 1 episodio      |
| 2010 | Lie to Me                         | Thomas Fletcher              | 1 episodio      |
| 2010 | Justified                         | Sheriff Hunter Mosley        | 5 episodios     |
| 2011 | The Morning After                 | Él mismo                     | 1 episodio      |
| 2011 | The Killing                       | Stan Larsen                  | 25 episodios    |
| 2013 | Ironside                          | Gary Stanton                 | 9 episodios     |
| 2013 | Shameless                         | Patrick Gallagher            | 2 episodios     |
| 2015 | American Crime                    | Tommy                        | 1 episodio      |
| 2015 | CSI: Cyber                        | Andrew Michaels              | 3 episodios     |
| 2015 | Complications                     | Robert Holden                | 5 episodios     |
| 2016 | Bosch                             | Carl Nash                    | 10 episodios    |
| 2016 | Hawaii Five-0                     | Marvin Osweiler / Kyle Kane  | 1 episodio      |
| 2016 | Designated Survivor               | Gabriel Thompson             | 1 episodios     |
| 2017 | Law & Order: Special Victims Unit | Jim Turner                   | 1 episodio      |
| 2018 | Unsolved                          | Detective Brian Tyndall      | 7 episodios     |
| 2018 | God Friended Me                   | Ray Nicolette                | 3 episodios     |
| 2018 | Dream Corp LLC                    | Father                       | 1 episodio      |
| 2019 | deadwood: La película             | Harry Manning                | Television film |
| 2019 | Mindhunter                        | Garland Periwinkle           | 2 episodios     |
| 2019 | Unbelievable                      | Al                           | 3 episodios     |
| 2020 | Chicago P.D.                      | Sargento Kenny Nolan         | 3 episodios     |
| 2020 | The Expanse                       | Cyn                          | 7 episodios     |
| 2021 | Hacks                             | Michael                      | 1 episodio      |
| 2021 | Impeachment: American Crime Story | Dick Morris                  | 1 episodio      |
| 2022 | Long Slow Exhale                  | Arlin Swayne                 | 6 episodios     |
| 2023 | Paul T. Goldman                   | Audicionista de Royce        | 1 episodio      |